# Hikari Takagi
Hikari Takagi (jap. 高木 ひかり, Takagi Hikari; * 21. Mai 1993 in Mishima) ist eine japanische Fußballspielerin.

## Karriere

### Verein
Takagi spielte in der Jugend für die Waseda-Universität. Sie begann ihre Karriere bei Nojima Stella Kanagawa Sagamihara.

### Nationalmannschaft
Mit der japanischen U-17-Nationalmannschaft qualifizierte sie sich für die U-17-Weltmeisterschaft der Frauen 2010. Mit der japanischen U-20-Nationalmannschaft qualifizierte sie sich für die U-20-Weltmeisterschaft der Frauen 2012.
Takagi absolvierte ihr erstes Länderspiel für die japanischen Nationalmannschaft am 2. Juni 2016 gegen Vereinigte Staaten von Amerika. Sie wurde in den Kader der Asienmeisterschaft der Frauen 2018 und Asienspiele 2018 berufen. Insgesamt bestritt sie 19 Länderspiele für Japan.

## Errungene Titel
- Asienmeisterschaft: 2018
- Asienspielen: 2018